# Kaien
Der Kaien ist sowohl ein Berg als auch eine Siedlungslandschaft und ein Passübergang im Appenzeller Vorderland in der Schweiz. Der Berggipfel (1122 m ü. M.), der Kaienspitz und lokal Stobetebüel genannt wird, ist die am weitesten im Norden liegende Erhebung mit einer Höhe von über 1000 Metern in den Appenzeller Alpen.

## Name
Der seit dem 17. Jahrhundert in den Quellen bezeugte Siedlungs- und Bergname Kaien ist vom mittelhochdeutschen Wort Ghei mit der Bedeutung «Gehege, eingehegter Wald» abgeleitet. Er war somit ursprünglich ein Flurname in der im Spätmittelalter urbanisierten Zone. Der Name wird im Appenzeller Dialekt noch fast unverändert als Gheie ausgesprochen.
In der Region hat der Rastplatz auf dem Kaienspitz den Namen Stobetebüel erhalten. Das schweizerdeutsche Wort Stubete bezeichnet einen Besuch bei befreundeten Personen und als Stobete im Appenzeller Brauchtum eine traditionelle Zusammenkunft, die oft mit Verpflegung und musikalischer Unterhaltung verbunden ist, und Büel, von althochdeutsch buhil, ist ein Flurname, der markante Hügel oder Berge bezeichnet.

## Geographie

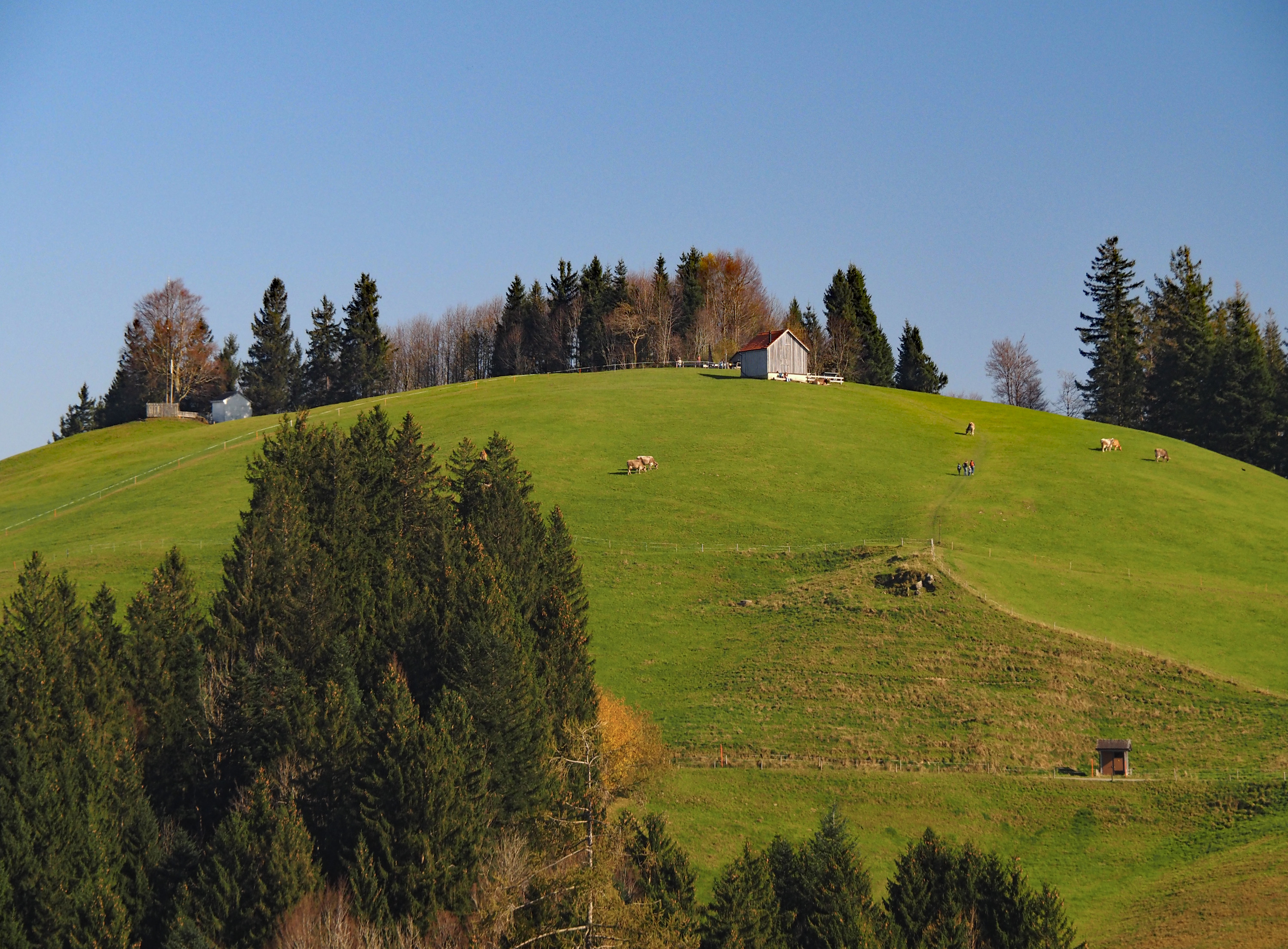
Bergkuppe «Kaienspitz»

Die Bergkuppe des Kaienspitz bildet die höchste Stelle im Gebiet der Gemeinde Rehetobel und liegt zwei Kilometer östlich des Dorfes. Der 400 Meter nordöstlich gelegene Nebengipfel (1115 m ü. M.) befindet sich in der Gemeinde Grub. Der nächstgelegene höhere Berg Sitz 3,1 Kilometer südlich des Kaien gehört schon zur südöstlichen Bergkette der Appenzeller Alpen hoch über dem St. Galler Rheintal.
Das sechs Kilometer lange und etwa zwei Kilometer breite Bergmassiv des Kaien erstreckt sich von der Schlucht der Goldach im Westen in ostnordöstlicher Richtung bis zum Tal des Gstaldenbachs, der seine Quelle am Kaien hat, in der Gemeinde Heiden. Auf der Nordseite begrenzen die Täler des Landgrabens, der ein Zufluss der Goldach ist, im Westen und des Mattenbachs im Osten den Berg. Südlich von Rehetobel liegt der Graben des Moosbachs, der am Südhang des Kaien und südwestlich des gleichnamigen Passübergangs entspringt. Die steilen, zumeist bewaldeten Berghänge werden von kleinen Bächen entwässert, die in tiefen Runsen zu den Talbächen abfliessen. Im Tobel bei Gstalden tritt eine mineralhaltige Quelle zu Tage, die im Appenzeller Heilbad von Rechstein genutzt wird und früher auch zur Herstellung von Getränken der Marke Unterrechsteiner Mineralwasser diente. Das bewaldete Areal Gupfloch am Graben des Kaienbachs (im Oberlauf auch Gigerenbach genannt) nordwestlich des Kaienspitz ist als kantonales Naturwaldreservat ausgewiesen.

## Siedlungslandschaft
An den Bergflanken liegen zwischen den Wäldern in Rodungsgebieten Weideflächen und Einzelhöfe, die beim Landesausbau seit dem späten Mittelalter entstanden. Die höchste Bergweide erreicht von Westen den Gipfel des Kaienspitz, auf dessen Nordseite ein Waldstück erst im 20. Jahrhundert abgeholzt wurde. Das Grünland am Kaien wird für die intensive Viehwirtschaft mit Milch- und Fleischproduktion genutzt. Die Landwirtschaftsbetriebe in den höheren Zonen von Rehetobel und Grub sind gemäss dem schweizerischen Produktionskataster dem Gebietstyp «Bergzone II» zugeordnet, wo die gegenüber den Betrieben im Flachland erschwerten Produktionsbedingungen durch Direktzahlungen und andere Beiträge ausgeglichen werden.
Die Streusiedlungen tragen unter anderem Namen wie Kaien, Oberkaien, Ausserkaien, Roterkaien, Gigeren, Gupf, Oberrechstein, Höchi und Oberhöchi. Die Bauernhäuser am Kaien entsprechen einem Bautyp der traditionellen Appenzeller Architektur. Das Kreuzfirsthaus besteht aus einem giebelständigen Wohnhaus, dessen Fassade durch Fensterbänder gegliedert ist, und einem quer dazu angebauten Stall. Einige ehemalige Weideflächen, vor allem im Gebiet Gigeren, sind nach der Aufgabe der Bewirtschaftung durch Vergandung wieder zugewachsen und erneut zu Wald geworden.

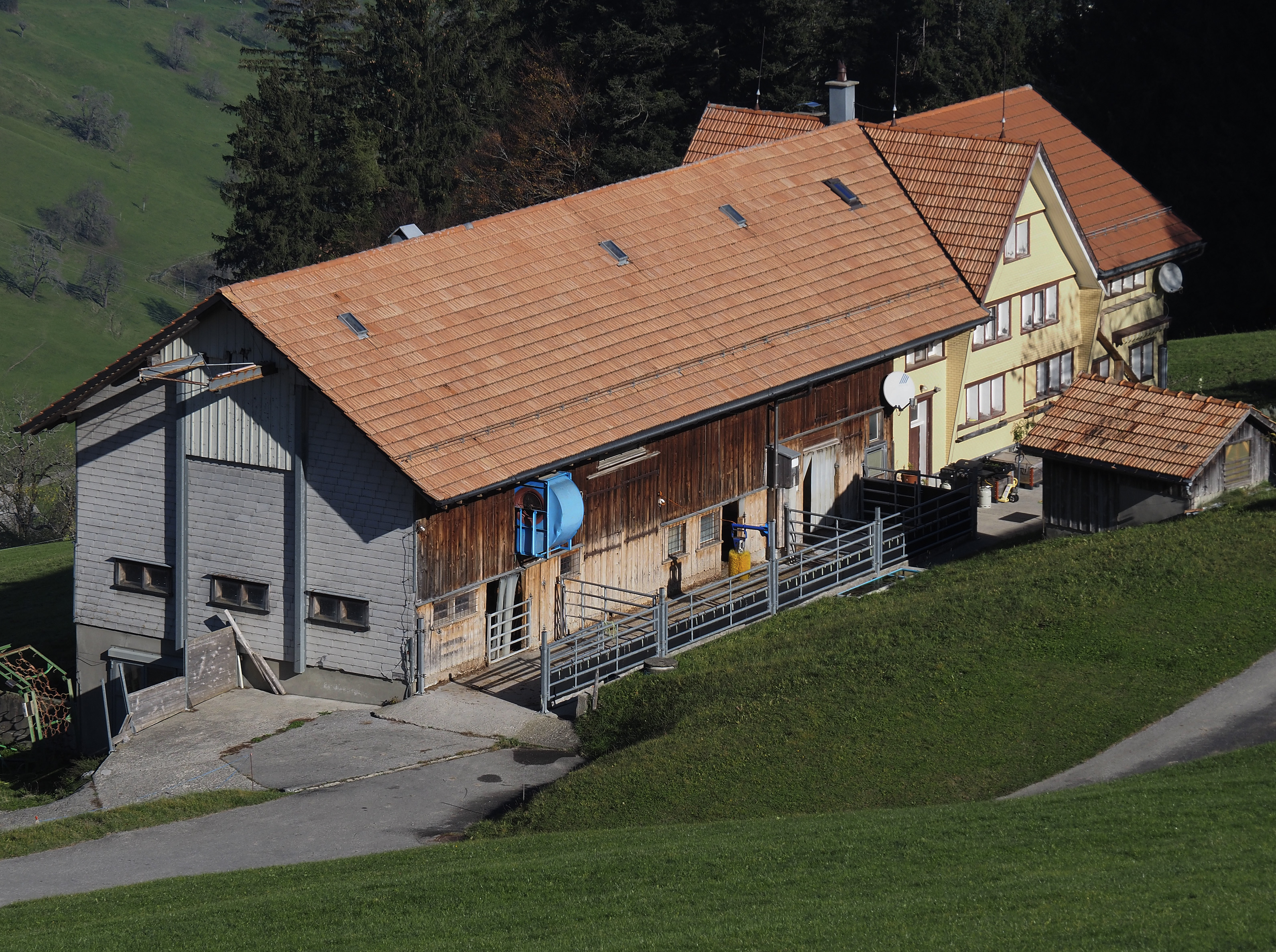
Kaien
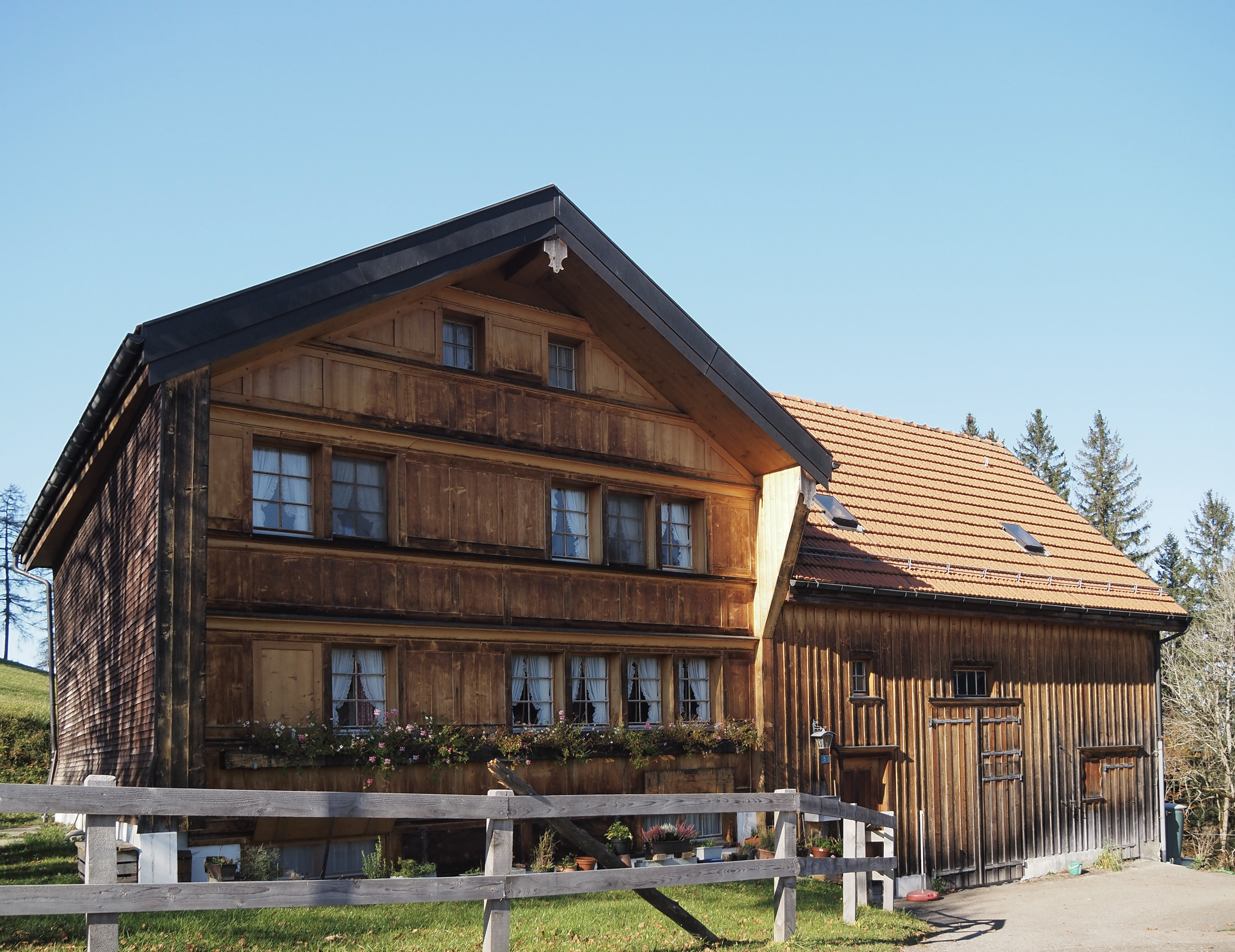
Oberkaien
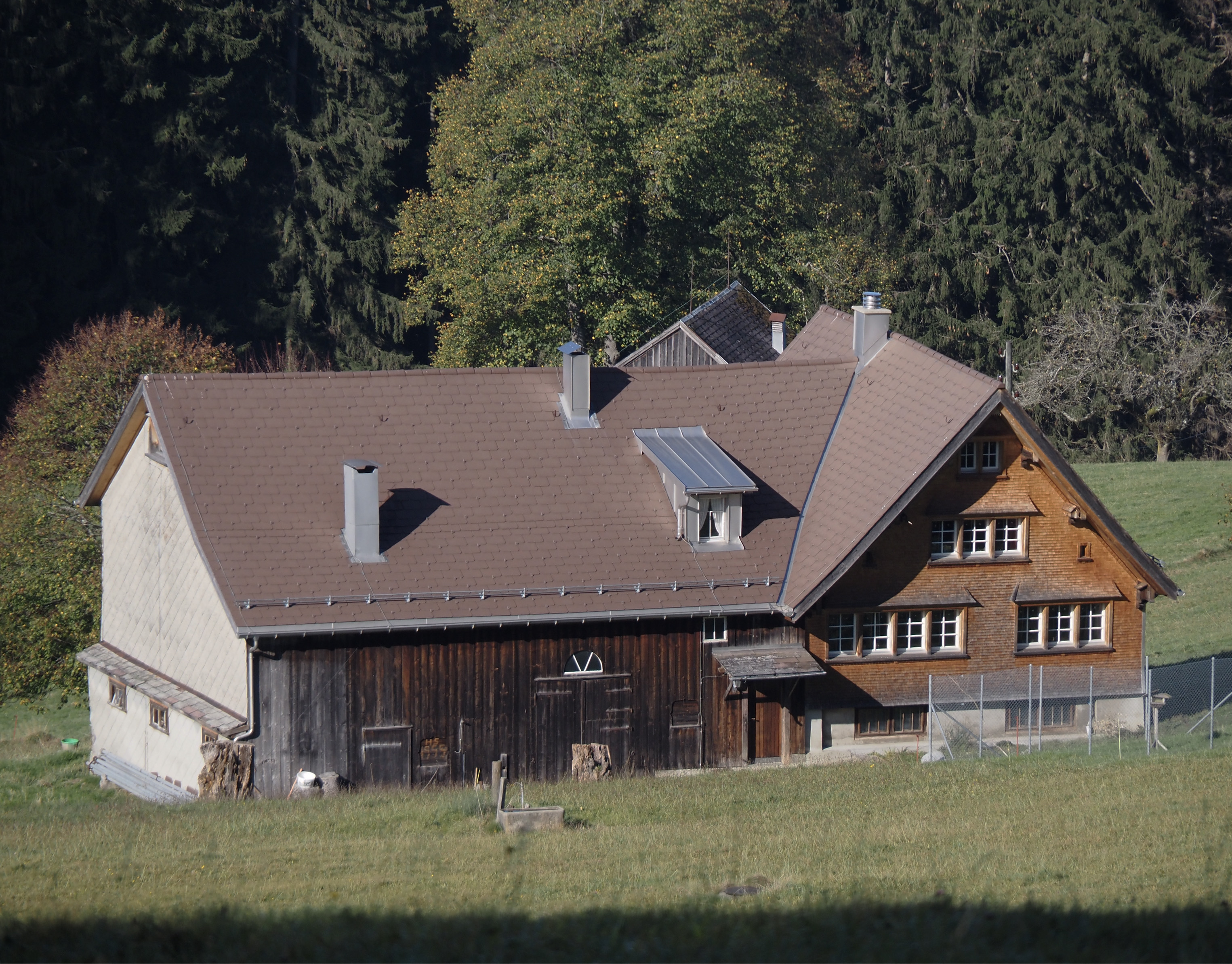
Roterkaien
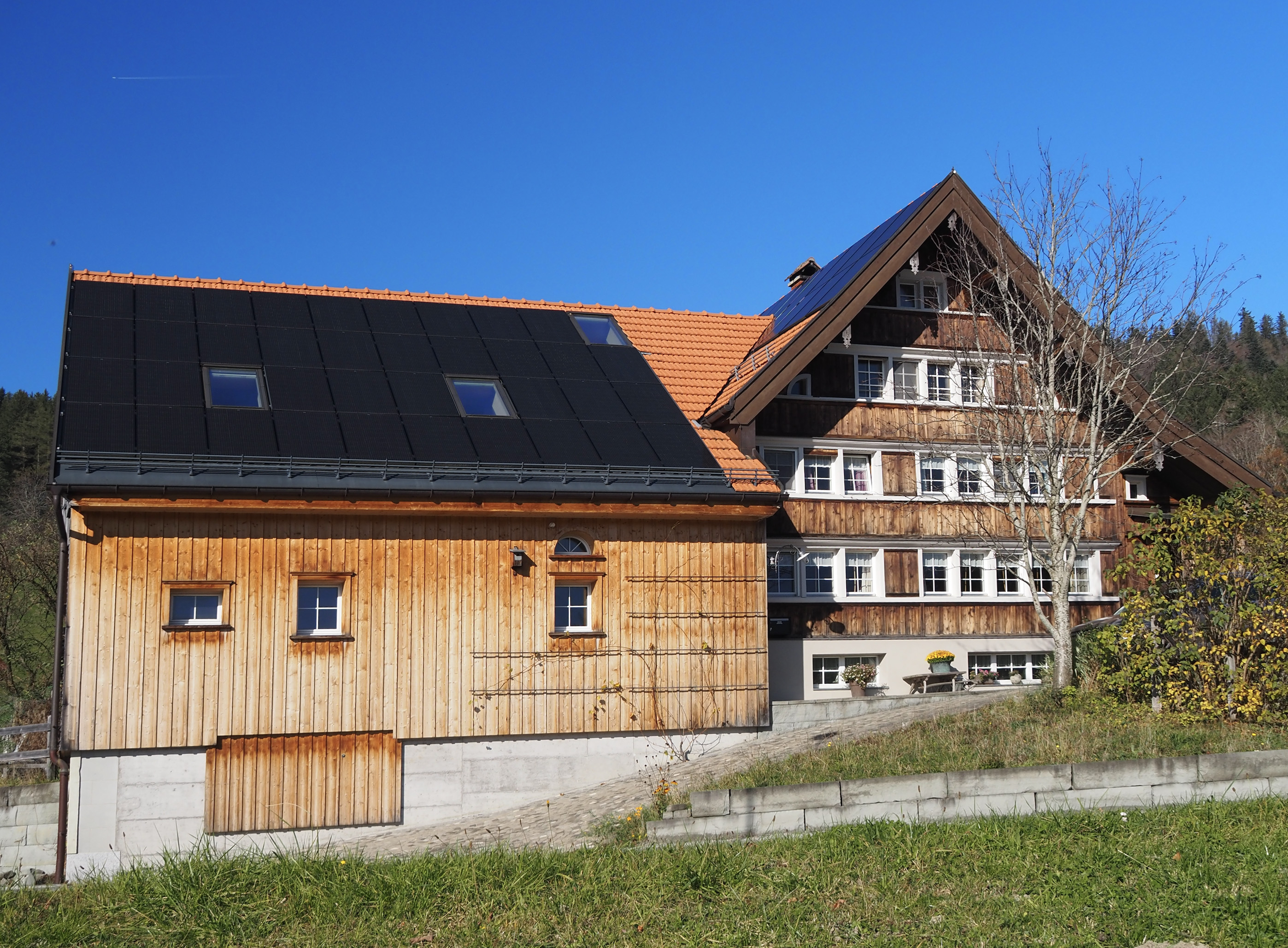
Haus in Ausserkaien
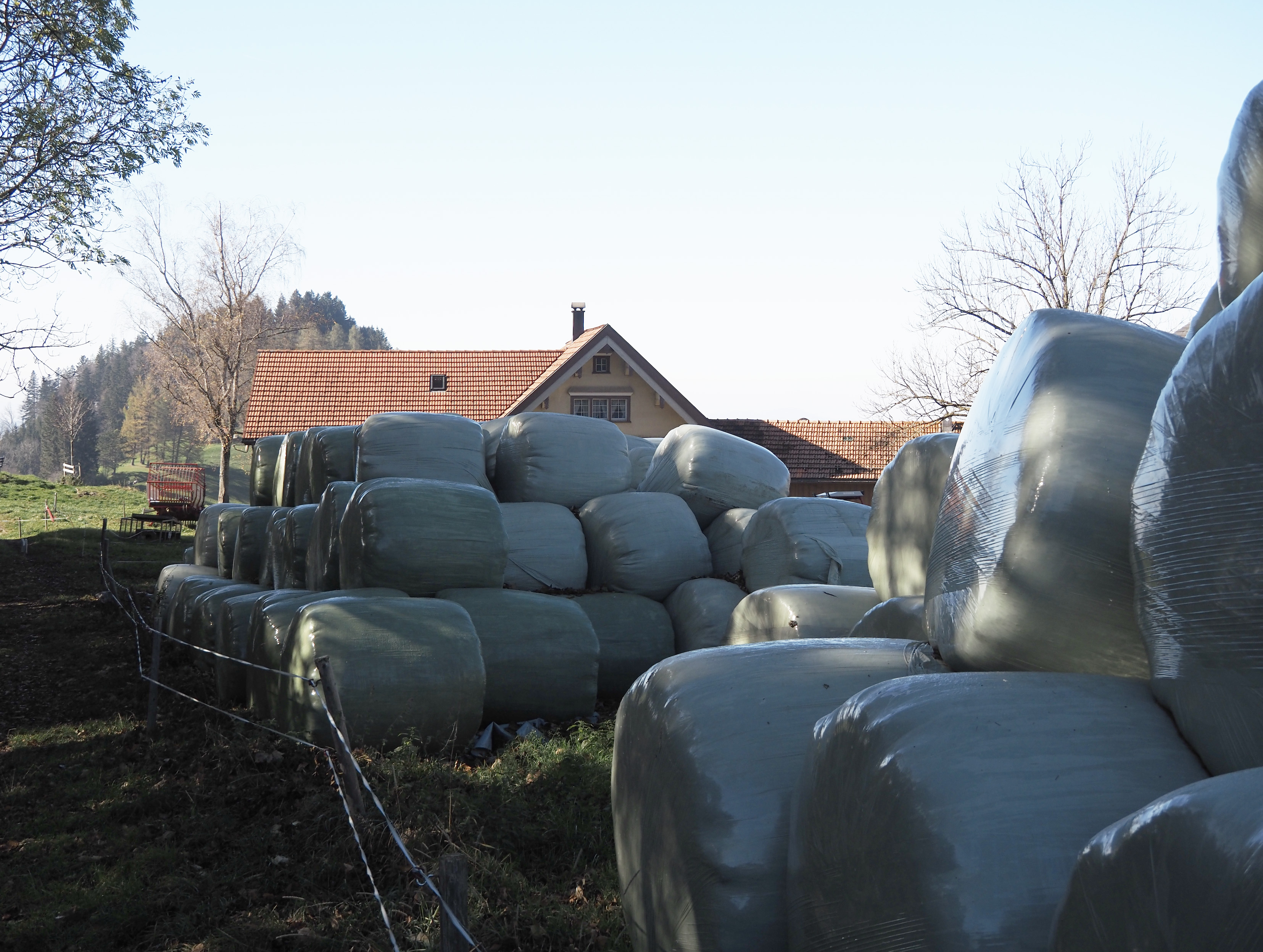
Haus Gigeren

## Geologie
Im geologischen Aufbau besteht der Berg aus mächtigen Sandstein- und vereinzelten Nagelfluhschichten der Unteren Süsswassermolasse, die bei der Gebirgsbildung der Alpen zu schräg aufragenden Schuppen verschoben wurden. In den bei Rehetobel aufgeschlossenen Sandsteinbänken wurden fossile Pflanzenreste gefunden. Auf den Berghängen liegen Moränen aus verschiedenen Epochen des Eiszeitalters und an einigen Stellen, vor allem in bewaldeten Bachrunsen und bis fast zur Gipfelhöhe des Kaien, sind Findlinge aus den Alpen verstreut. Während der Berg in der Risseiszeit wohl vom Eisstrom des Rheingletschers für eine lange Zeit zugedeckt war, wobei er seine abgerundete Gestalt erhielt, ragte er in mehreren Phasen der letzten Eiszeit als äusserster Vorsprung der Appenzeller Voralpen über die Eisoberfläche hinaus. Das Tobel des Kaienbachs entstand eiszeitlich aus einer Karmulde.

## Verkehr
Der Bergsattel Kaien (966 m ü. M.) bildet einen Knotenpunkt im Strassennetz des Kantons Appenzell Ausserrhoden. Mehrere Strassen laufen von verschiedenen Seiten zur Passhöhe, die auch Scheidweg genannt wird: Die Hauptstrasse 463 verbindet den Westen des Kantons Appenzell Ausserrhoden über den Pass mit den östlichen Ortschaften des Bezirks Vorderland und mit Rheineck im Kanton St. Gallen. Die Kantonsstrasse 35 führt vom Kaien aus gegen Westen nach Rehetobel und in die Goldachschlucht und die Kantonsstrasse 50 gegen Osten nach Oberegg und an die Hauptstrasse 445, die von St. Gallen nach Diepoldsau im St. Galler Rheintal verläuft. Der hohe Bergsattel, wo es öffentliche Parkplätze und Gasthäuser gibt, ist ein Ausgangspunkt für Bergwanderungen. Von 1876 bis 1987 bestand das Postbüro Kaien, eine der kleinsten Poststellen der Schweiz. Auf dem Platz finden manchmal am Ende der Sömmerungszeit auf den höheren Bergweiden nach dem Alpabzug Viehschauen statt.

## Tourismus

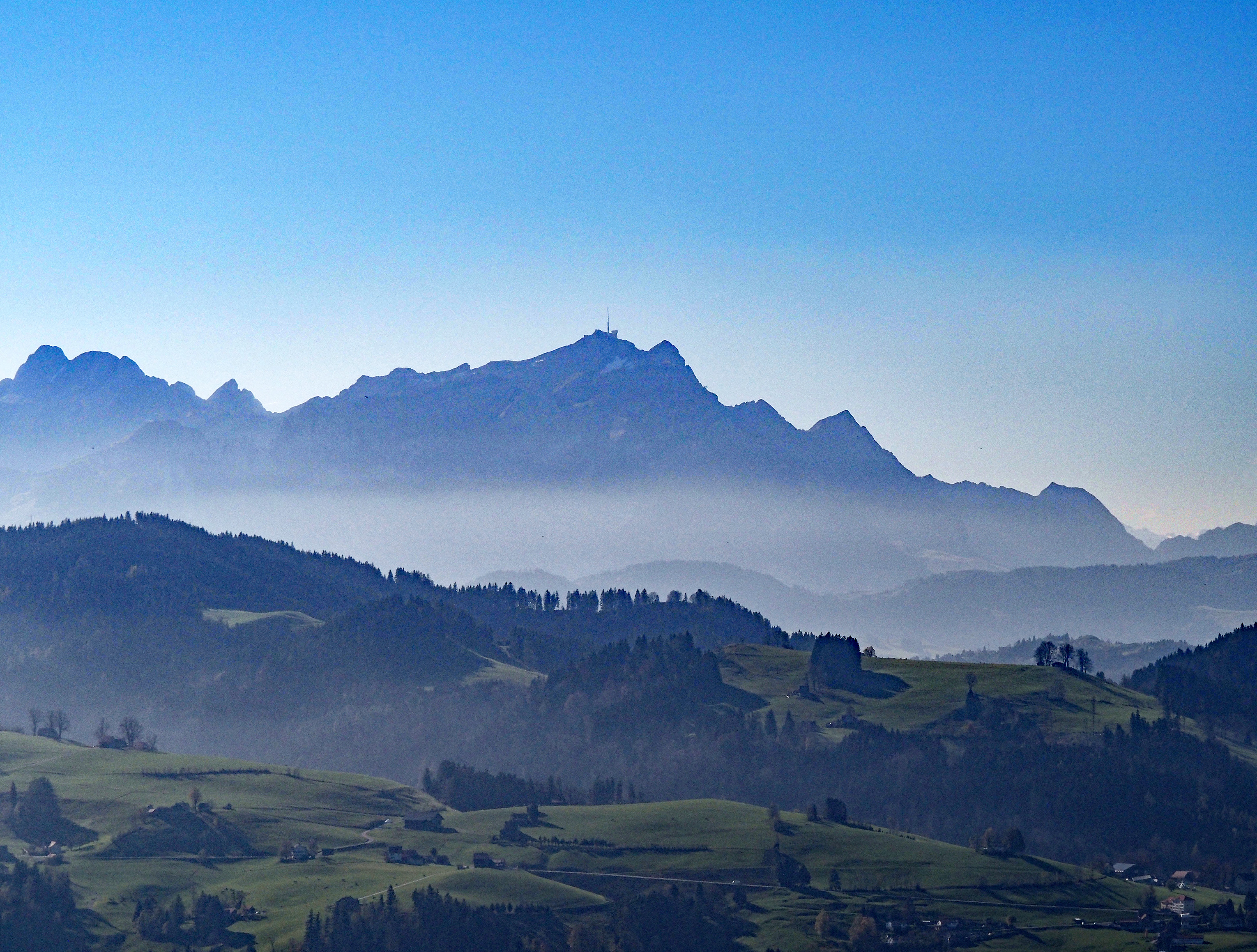
Blick über die Appenzeller Voralpen zum Säntis

Der Kaien bietet als höchster Aussichtspunkt in der Nähe des Bodensees eine gute Sicht auf die umliegende Landschaft. Nur die Blickrichtung gegen Südosten ist durch den Wald auf dieser Seite der Bergkuppe etwas eingeschränkt. In der Nähe sind das Appenzeller Land, die Berggruppe des Alpstein und der nur fünf Kilometer entfernte Bodensee und darüber hinaus Gebiete des Thurgau, des Hegau in Baden-Württemberg, der Aussichtsberg Pfänder bei Bregenz und die Allgäuer Alpen zu sehen. Im Süden geht der Blick zum Rätikon und im Westen zum Säntis und zahlreichen anderen Bergen bis zum Pilatus in der Zentralschweiz.
1863 bestieg Julius Scholz aus Berlin, der später als Professor und Alpinist und einer der Gründer des Deutschen Alpenvereins bekannt wurde, auf einer Alpenreise auch den Kaien.
Etwas unterhalb des Berggipfels befindet sich das 1952 gebaute Kaienhaus der Naturfreunde der Region Rorschach. Zwischen Rehetobel und dem Kaienspitz steht an aussichtsreicher Lage das Gasthaus zum Gupf (Gourmetrestaurant).
Der Nordhang des Kaien wurde im 20. Jahrhundert als Skigebiet bekannt. In schneereichen Wintern waren früher lange Abfahrten im freien Gelände, mit einer Gegensteigung bei Grub, bis zum Bodensee hinunter möglich. Von der Hauptstrasse 445 zwischen Grub und Halten (845 m ü. M.) aus erschliesst ein Skilift das offene Gebiet bei der Siedlung Kaien an der Gemeindegrenze zu Rehetobel (1065 m ü. M.), einen halben Kilometer vom Berggipfel entfernt. Die Skipisten liegen am Schattenhang auf den Weideflächen von Grub.
Von allen Seiten führen Wanderwege auf den Kaien. Die nationale Wanderroute Nr. 3 «Alpenpanorama-Weg», die regionale Wanderroute Nr. 22 «Kulturspur Appenzellerland» und eine Mountainbike-Route überqueren den Bergrücken. Die Ortschaften in der Umgebung des Berges sind mit öffentlichen Verkehrsmitteln erreichbar. Von St. Gallen aus besteht eine Postautoverbindung nach Rehetobel und zum Parkplatz auf dem Passübergang Kaien, eine andere Buslinie aus St. Gallen bedient Haltestellen in Grub und bei der Talstation des Skilifts, und von Rorschach aus führt die Rorschach-Heiden-Bergbahn bis in die Ortschaft am Bergfuss im Osten.

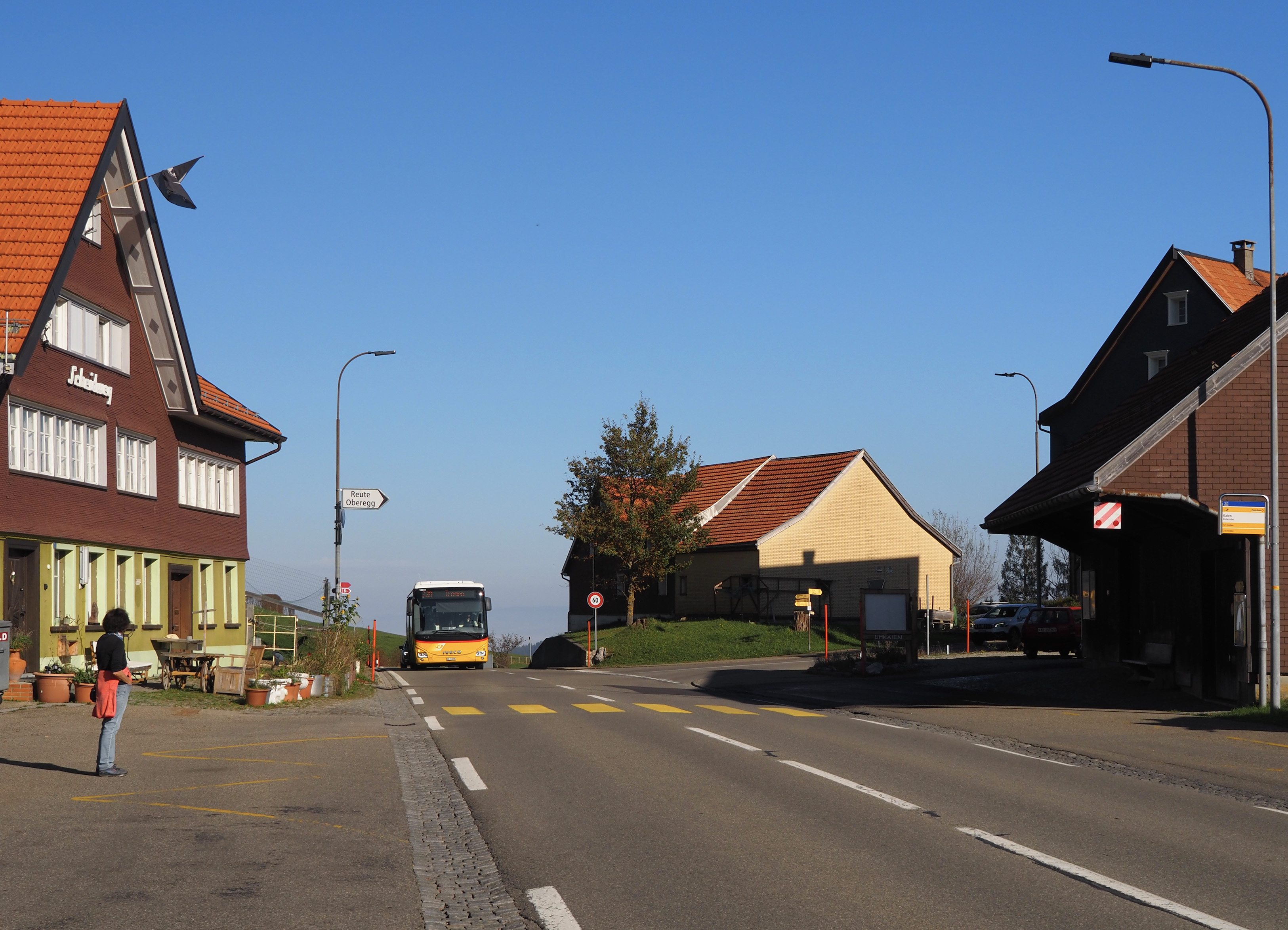
Postauto auf dem Kaienpass
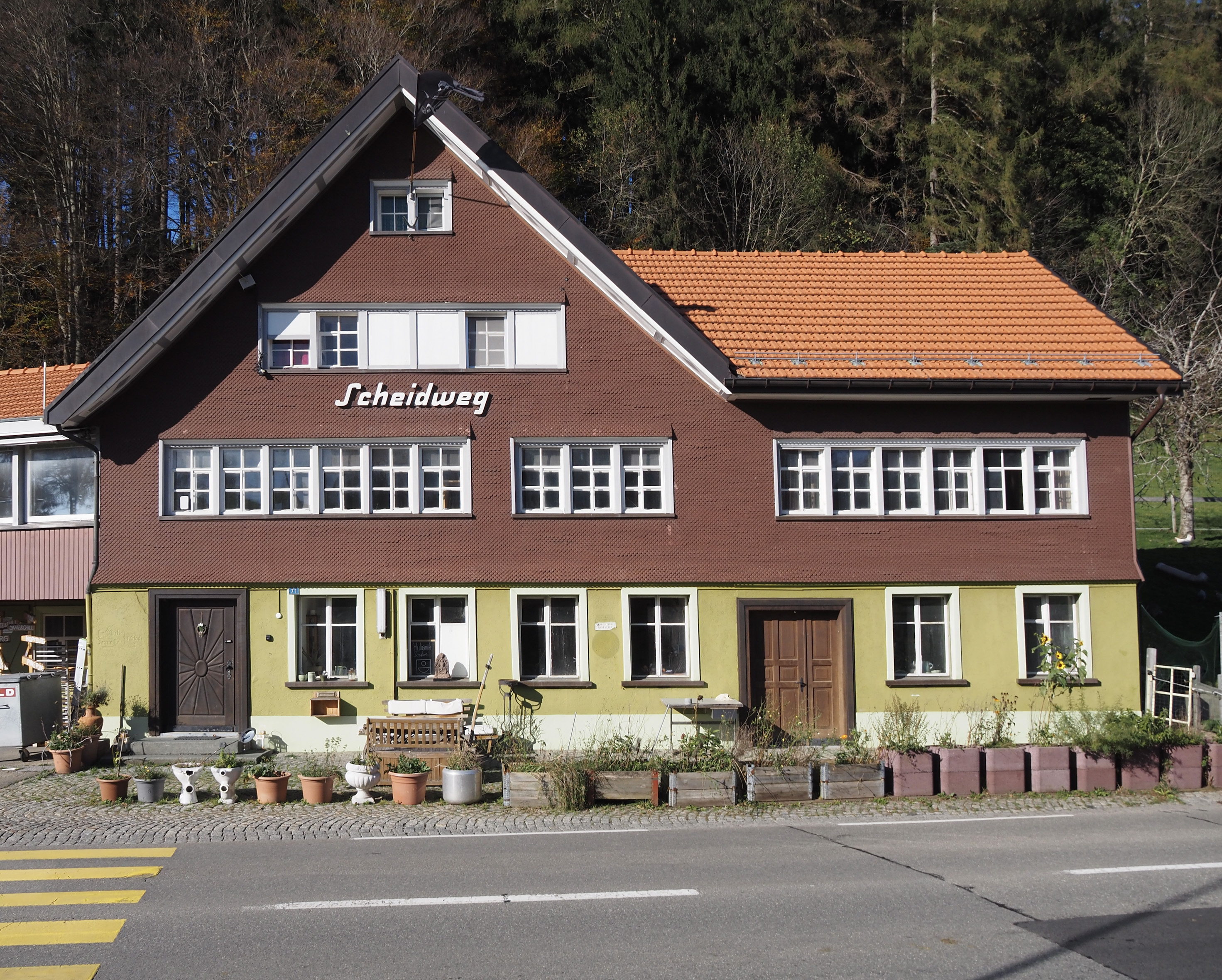
Gasthaus «Scheidweg» auf dem Passübergang
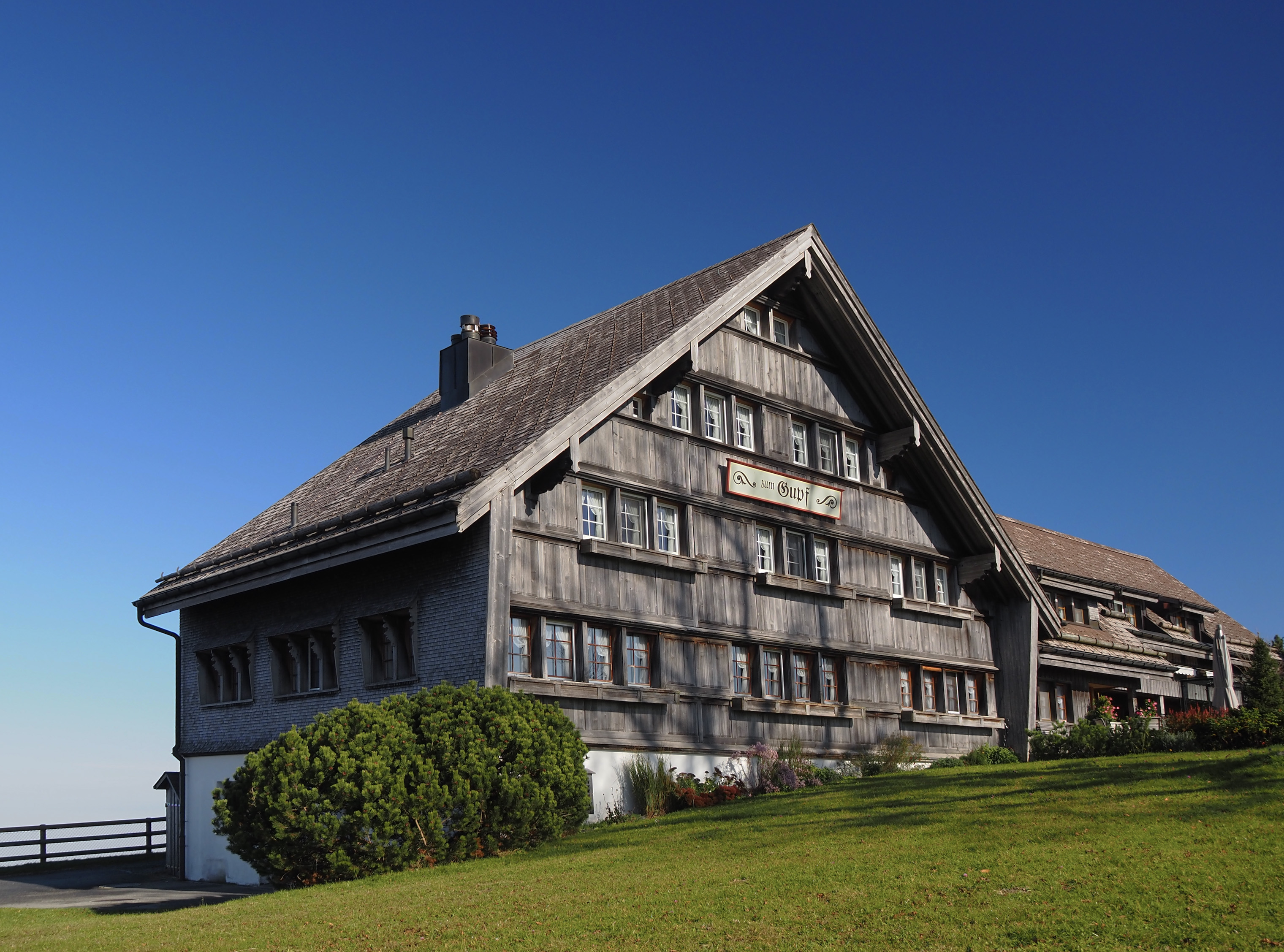
Gasthaus «zum Gupf»
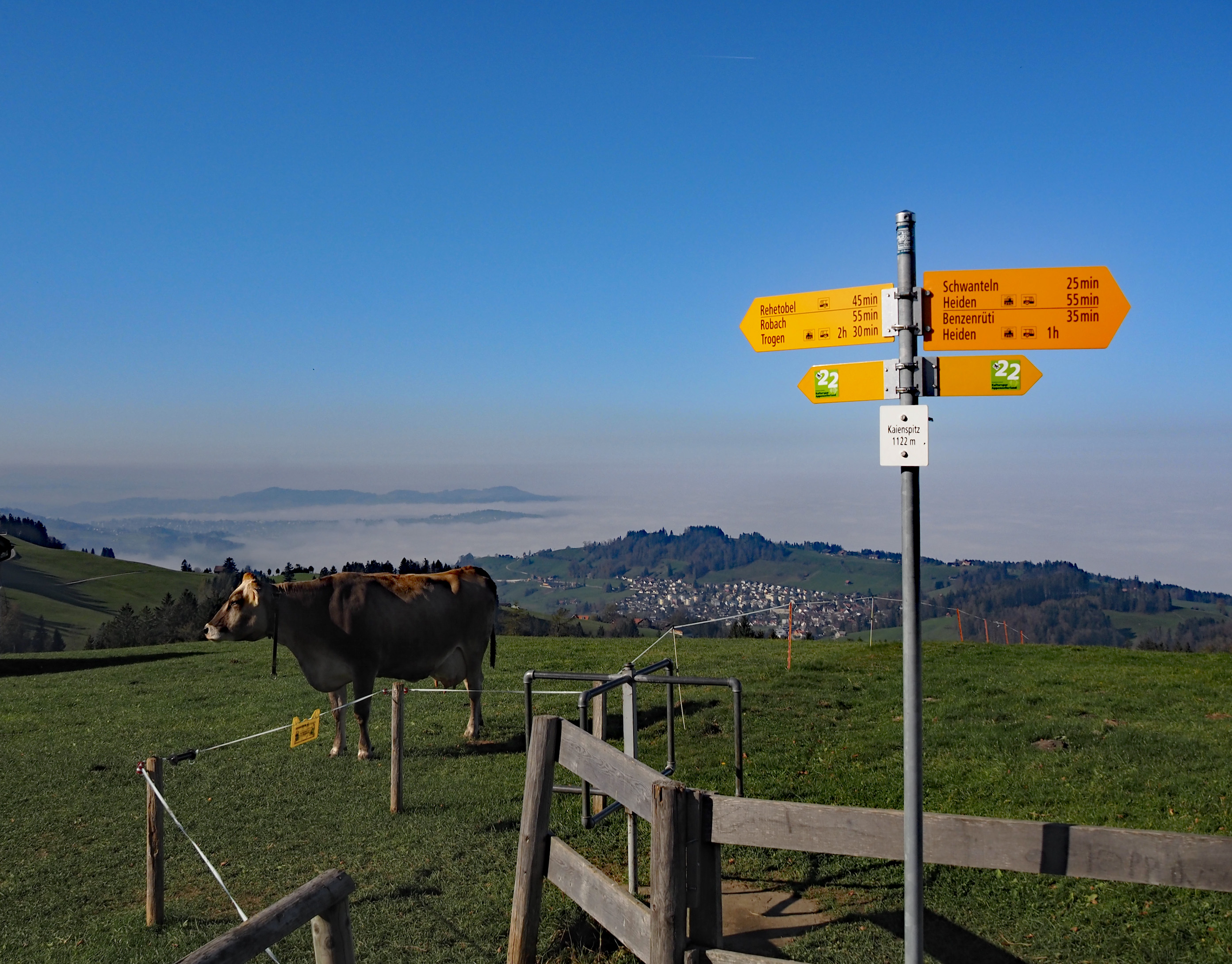
Kaienspitz
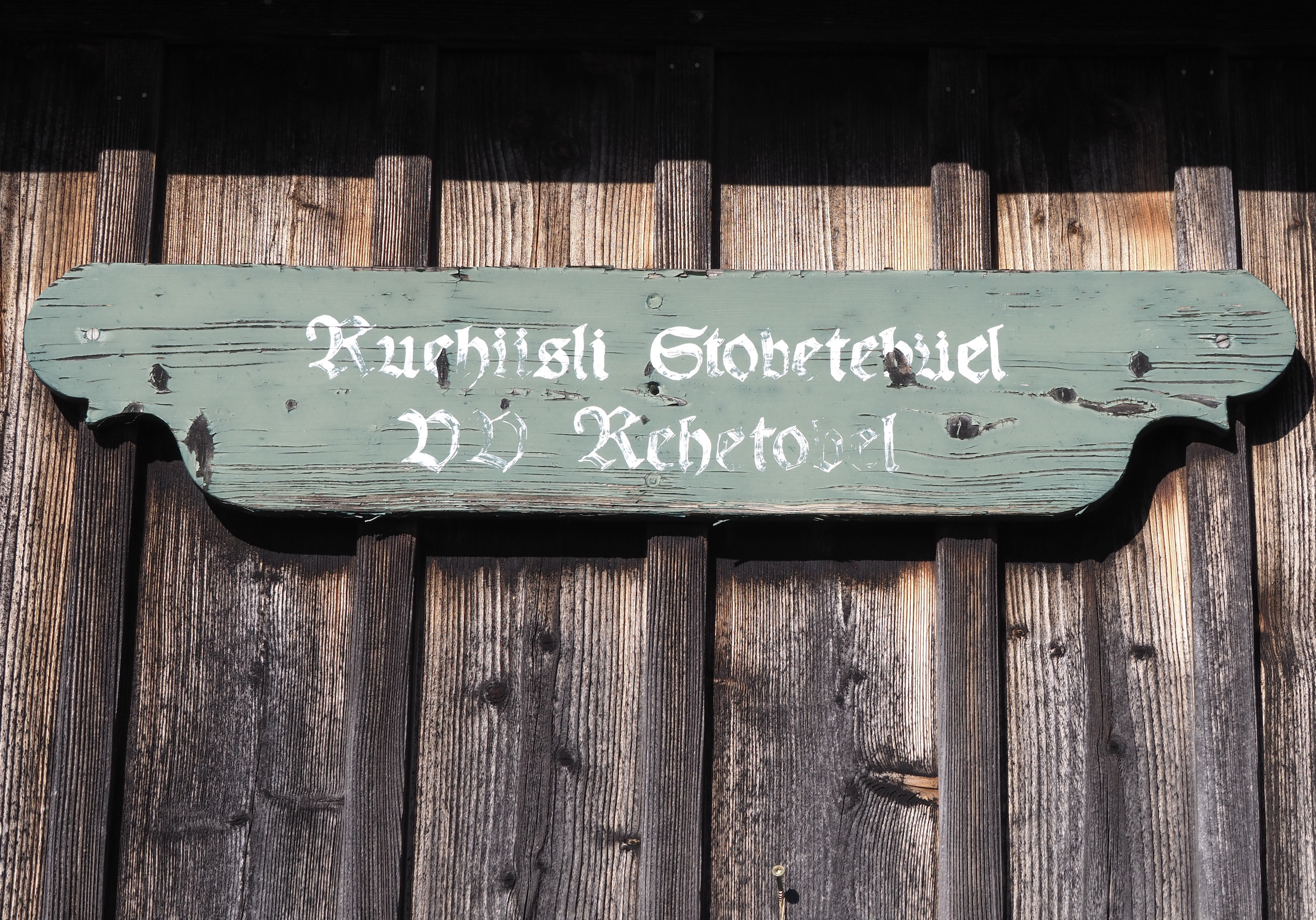
Auf dem Stobetebüel
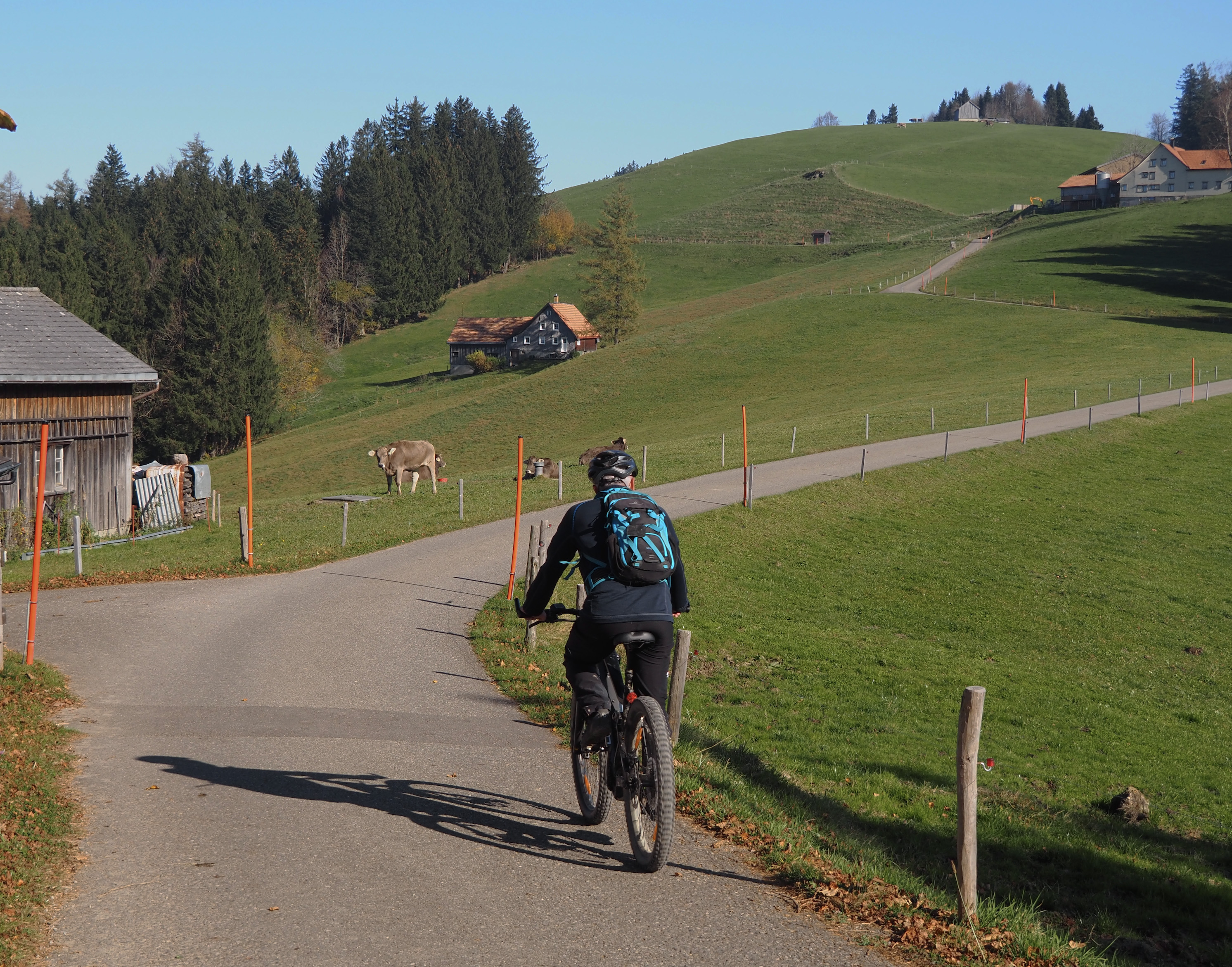
Kaien-Route
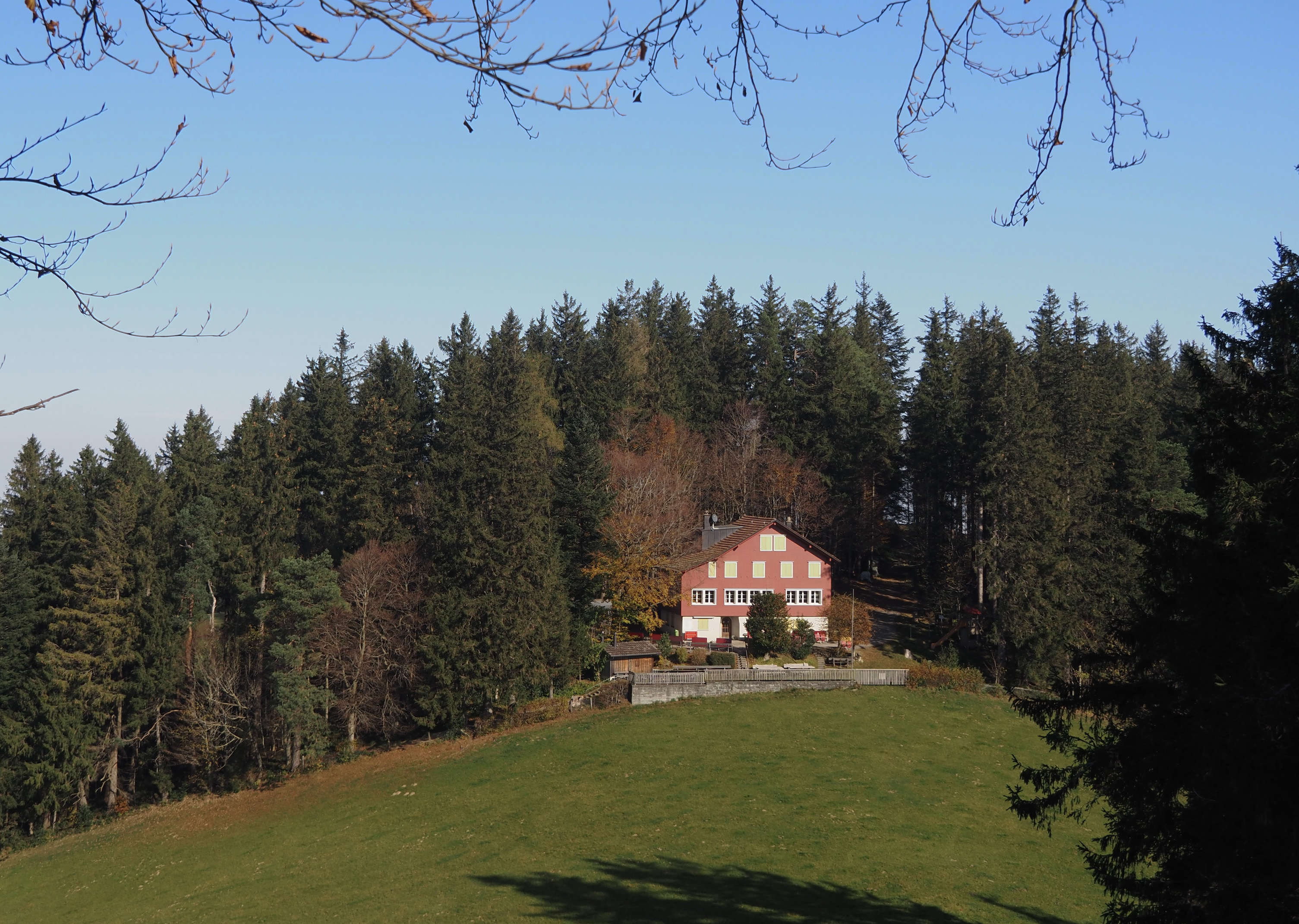
Kaienhaus der Naturfreunde
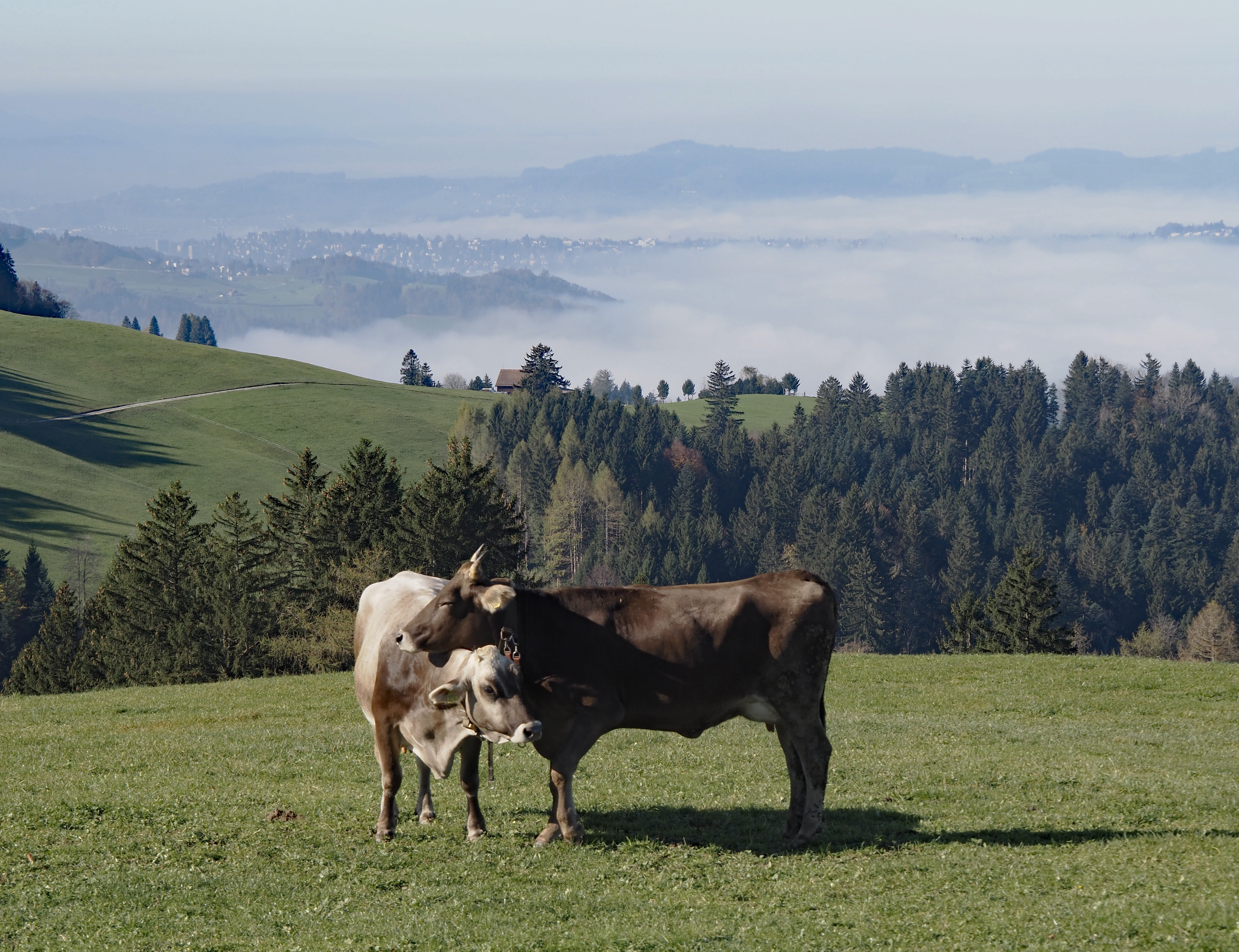
Aussicht vom Kaien auf die Stadt St. Gallen im Nebelmeer